# 法布里舞蛛
法布里舞蛛（学名：Alopecosa fabrilis）为狼蛛科舞蛛属的动物。分布于东欧、俄罗斯以及中国大陆的新疆等地，一般生活于山野牧场、农田或苜宿地。